# يان لينارد شتروف
يان لينارد شتروف (بالألمانية: Jan-Lennard Struff)‏ مواليد 25 أبريل 1990. لاعب كرة مضرب ألماني.

## روابط خارجية
- يان لينارد شتروف على موقع رابطة محترفي التنس (الإنجليزية)
- يان لينارد شتروف على موقع الاتحاد الدولي لكرة المضرب (الإنجليزية)
- يان لينارد شتروف على موقع كأس ديفيز (الإنجليزية)
- يان لينارد شتروف على موقع خلاصة التنس.كوم (الإنجليزية)
- يان لينارد شتروف على موقع إي إس بي إن.كوم (الإنجليزية)
- يان لينارد شتروف على موقع اللجنة الأولمبية الدولية (الإنجليزية)
- يان لينارد شتروف على موقع أوليمبيديا (الإنجليزية)
- يان لينارد شتروف على موقع اللجنة الأولمبية الألمانية (الألمانية)